# 马利诺夫湖村
马利诺夫湖村（羅馬化：Malinovoye Ozero）是俄罗斯阿尔泰边疆区的市级镇，属米哈伊洛夫斯科耶区。附近有马利诺夫湖，湖水呈玫瑰红色，是附近旅游景点之一。

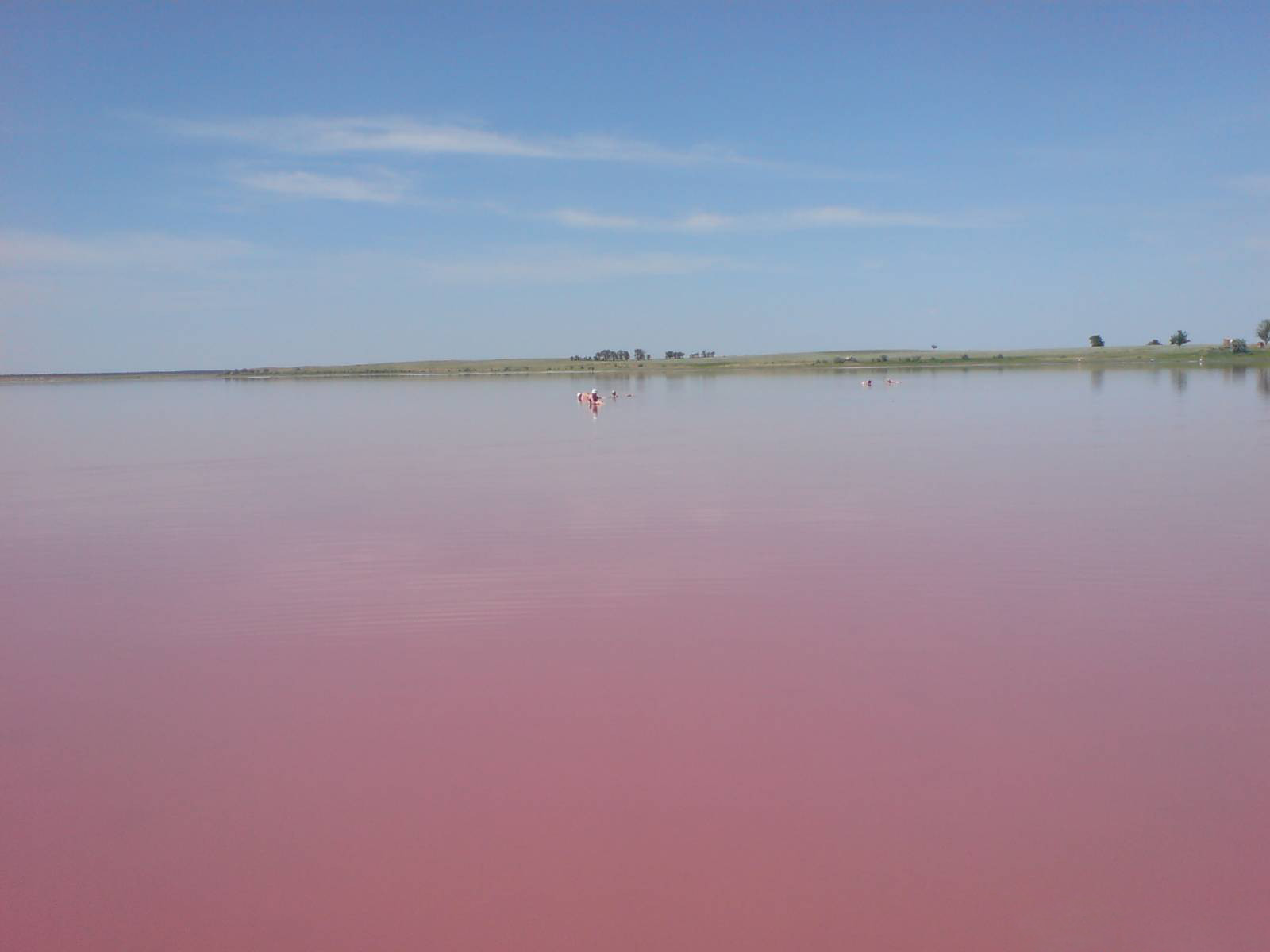
马利诺夫湖

该地2021年有人口2,928人；2010年人口3,586；1989年人口5,009。